# 七五三掛保夫
七五三掛 保夫（しめかけ やすお、1929年〈昭和4年〉3月30日 - ）は、日本の剣道家。信道館武道場館長。全日本剣道連盟剣道教士7段、居合教士7段、杖道教士7段。柳生新陰流剣術免許皆伝。

## 略歴
靴職人の父親のもと、東京で生まれる。5歳の頃より剣道を学ぶ。
11歳から16歳まで昭和の剣聖中山博道（剣道・居合道、杖道　範士8段）の有信館に入門。
剣道・居合・杖の直接指導を受ける。有信館の指定選手。有信館では橋本統陽、中倉清、中島五郎蔵、檀崎友彰に薫陶を受ける。
国士舘武道専門学校（第18期生）　斎村五郎、小川忠太郎に師事。
全日本居合道大会優勝など優勝、優勝、入賞多数。
神奈川県立川崎北高等学校剣道専任講師などを務める。
昭和52年に創設された信道館武道場の二代目館長に就任し、現在に至る（初代館長は緒方惟敏範士）。

## その他
信道館武道場（神奈川県川崎市）は月刊「剣道日本」2002年3月号の表紙に掲載。
中山博道有信館の切り返し七五三掛保夫（信道館道場館長）
月刊「剣道日本」　2010年4月号